# Langstaartparadigalla
De langstaartparadigalla (Paradigalla carunculata) is een vrij grote paradijsvogel (Paradisaeidae) uit de orde zangvogels en de superfamilie Corvoidea.

## Kenmerken
De langstaartparadigalla kan ongeveer 37 cm lang kan worden inclusief de lange puntige staart. Het is een van de meest eenvoudig uitziende paradijsvogels. Zijn enige versiering wordt gevormd door helgele lellen en verder wat rood en hemelsblauw op de kop. Het mannetje en het vrouwtje lijken op elkaar, alleen is het vrouwtje iets doffer en van een kleiner postuur.

## Verspreiding en leefgebied
De langstaartparadigalla is een endemische vogelsoort uit West-Papoea (Vogelkop) die voorkomt in de hooglanden van het Arfakgebergte en leeft in de bergwouden op een hoogte tussen de 1400 en 2200 m boven de zeespiegel.

## Status
De habitat van de vogel wordt daar waarschijnlijk bedreigd door ontbossing. Er zijn ook voorstellen voor de vorming van een beschermd gebied. Verder zijn er betrekkelijk weinig waarnemingen, maar men vermoedt dat in slecht toegankelijke stukken van zijn verspreidingsgebied de langstaartparadigalla niet zeldzaam is. Handel (levend, dood of in onderdelen) in deze vogelsoort (en alle andere paradijsvogels) is volgens de overeenkomst inzake de internationale handel in bedreigde soorten wilde dieren en planten (het CITES-verdrag) verboden.